# Pride of Al Salam 95
Die Pride  of Al Salam 95 war eine RoRo-Passagierfähre. Sie sank am 17. Oktober 2005 nach einer Kollision vor Tawfiq, wobei einige Menschen ums Leben kamen.

## Geschichte
Das Schiff wurde 1972 als Free Enterprise VI von I.C.H. Holland auf der Werft Gusto in Schiedam gebaut. Sie war das dritte einer Serie von fünf Schwesterschiffen  der European Ferries Group mit den Namen Free Enterprise IV bis Free Enterprise VIII. Die Free Enterprise VI wurde anfangs im Rahmen des Townsend-Thoresen-Dienst zwischen den Kanalhäfen Dover, Calais, Seebrügge und Boulogne betrieben.
1985 versah die Bremerhavener Schichau-Werft die Free Enterprise VI mit einem zusätzlichen Ladungsdeck. Zwei Jahre darauf übernahm die Reederei P&O European Ferries die  European Ferries Group und taufte das Schiff 1988 auf den Namen Pride of Sandwich. Bis 1992 verblieb das Schiff auf dem Dover-Seebrügge-Dienst, danach wurde sie bis 1996 als Pride of Ailsa auf der Route Cairnryan-Larne eingesetzt.
1996 erwarb die ägyptische Reederei El Salam Shipping & Trading Company in Sues das Schiff und setzte es fortan unter Panamaflagge als Pilgerfährschiff Pride of Al Salam 95 zwischen Sues und Dschidda ein.

### Kollision und Untergang
Am 16. Oktober 2005 legte die Pride of Al Salam 95 mit 1.466 Fahrgästen an Bord in Dschidda ab. Gegen 19:30 Uhr des 17. Oktober kam es nahe Port Tawfiq zu einer Kollision zwischen dem auf Einfahrterlaubnis nach Sues wartenden Pilgerschiff und dem aus dem Sueskanal ausfahrenden Massengutfrachter Pearl Of Jebel Ali. Der Massengutfrachter hatte die Fähre auf Höhe des Maschinenraumes getroffen und ein etwa fünf Meter langes Loch gerissen. Beide Schiffe blieben nach der Kollision ineinander verhakt, sodass es den Passagieren und der Besatzung des Fährschiffs möglich war, an Bord der Pearl Of Jebel Ali zu klettern. Nach beendeter Evakuierung der schwer getroffenen Fähre und einem Rückwärtsmanöver der Pearl Of Jebel Ali lösten sich beide Schiffe voneinander, woraufhin die Passagierfähre innerhalb weniger Minuten sank. Laut verschiedener Veröffentlichungen starben zwischen zwei und elf Menschen bei dem Unfall, weitere 45 bis 98 Menschen wurden verletzt. Auf der Pearl Of Jebel Ali gab es  keine Toten oder Verletzten, auch das Schiff erlitt nur geringe Schäden.
Obgleich die Pride of Al Salam 95 im südlichen Einfahrtsbereich des Sueskanals mit seinem regen Schiffsverkehr sank, bildet ihr Wrack kein Schifffahrtshindernis und ist nur durch entsprechende Betonnung markiert.